# Chris Medina
Christopher "Chris" Edward  Medina, född 30 november 1983 i Chicago i Illinois, är en amerikansk sångare mest känd för hitlåten "What Are Words" som speglar hans liv med en hjärnskadad flickvän.

## Karriär
Medina släppte sin första singel "What Are Words" den 25 februari 2011, dagen efter att han åkt ur musiktävlingen American Idol som topp 40 av 325 deltagare. Låten handlar om Medina och dennes flickvän Juliana som kraftigt berusad kraschat med sin bil i oktober 2009 och hamnat i koma. När man meddelade att hennes liv inte skulle gå att rädda fortsatte Medina att hoppas och vaka vid hennes sida. Efter en och en halv månad vaknade så flickvännen, dock med en hjärnskada som förändrade hennes och hennes familjs liv. Medina utgav senare låten "What Are Words" vars andemening är: "... vad är ord om man inte menar dem när man säger dem? Vad vore jag för en kille om jag skulle lämna dig nu när du behöver mig som mest?". 2019 tävlade han i Norsk Melodi Grand Prix (Norges uttagning till Eurovision) med bidraget "We Try" som gick till final men inte vann.

## Privatliv
Chris Medina utexaminerades från Columbia College Chicago.
Medina var förlovad med Juliana Ramos, som drabbades av en hjärnskada två månader innan de skulle gifta sig. Skadan var en följd av en allvarlig bilolycka den 2 oktober 2009. Medina har sedan offentligt erkänt att Ramos hade druckit, sms:at och kört vårdslöst. Efter att ha varit tillsammans i 13 år bekräftade de att deras förlovning var slut 2014.
År 2015 började Medina ett förhållande med norska Silje Skylstad Gotaas, och den 3 juli 2017 födde Skylstad deras dotter. Medina är för närvarande (2018) bosatt i Oslo i Norge.

## Diskografi
Studioalbum
- 2011 – What Are Words

EP
- 2013 – Letters to Juliet

Singlar
- 2011 – "What Are Words"
- 2011 – "One More Time"
- 2012 – "Amazed"
- 2013 – "My Hopeless"
- 2015 – "Something Kind of Beautiful"

### Fotnoter
1. ↑  Chris Medinas officiella YouTube-kanal
2. ↑  ”The TV Page: ‘American Idol’: Chris Medina Gives Update On Injured Fiancé, Juliana”. Arkiverad från originalet den 16 februari 2020. https://web.archive.org/web/20200216003144/http://thetvpage.com/2013/11/02/idol-chris-medina-gives-update-on-fiance/. Läst 3 september 2018.
3. ↑  By Juliana: Its not what you think. (Arkiverad)
4. ↑  VG: Chris Medina fant kjæreste i Norge
5. ↑  ”Dagbladet: Chris Medina er kjæreste med norske Silje Skylstad (28)”. Arkiverad från originalet den 4 augusti 2019. https://web.archive.org/web/20190804082600/https://www.dagbladet.no/kjendis/chris-medina-er-kjaereste-med-norske-silje-skylstad-28/66678184#_ga=2.32431096.797023572.1503231343-1786264825.1503020058. Läst 3 september 2018.
6. ↑  Se og Hør: Nå har Chris Medina blitt pappa
7. ↑  TV 2: Derfor forsvant Chris Medina (34) fra rampelyset